# Mesochorus hollandicus
Mesochorus hollandicus är en stekelart som beskrevs av Schwenke 2004. Mesochorus hollandicus ingår i släktet Mesochorus och familjen brokparasitsteklar. Inga underarter finns listade i Catalogue of Life.